# Pterandra opulifolia
Pterandra opulifolia är en tvåhjärtbladig växtart som beskrevs av Henry Hurd Rusby. Pterandra opulifolia ingår i släktet Pterandra och familjen Malpighiaceae. Inga underarter finns listade i Catalogue of Life.